# Coburg-insigne
Het Coburg-insigne (Duits: Coburger Abzeichen) was een door de NSDAP uitgereikte onderscheiding. Adolf Hitler had de stad Coburg op 14 oktober 1922 met een groep van ongeveer 650 SA'ers bezocht. Het kwam in de stad tot de gebruikelijke rellen en straatgevechten met aanhangers van linkse partijen. De nazi's veroverden die dag de straat. De politieke manifestatie in Coburg was een van de eerste successen van de geweldaddige Nazi-partij en Hitler beschrijft het bezoek uitgebreid in zijn politiek manifest Mein Kampf. Na 1932 werd de tocht ieder jaar op 14 oktober herdacht.
Het Coburg-insigne werd na 1932 aan 422 of 436 Nazi's uitgereikt en werd als een hoge onderscheiding beschouwd. Behalve aan de veteranen van de tocht in 1922 werd het insigne ook als ereteken uitgereikt. Een van deze honoraire dragers was de nazi Karel Eduard van Saksen-Coburg en Gotha. In 1938 werden 418 Coburg-insignes uitgereikt. Een van de twee bekende zilveren insignes werd postuum aan een vermoorde SA'er, Heinrich Bauschen uit Duisburg. toegekend. Een ander zilveren insigne werd aan Therese Eßlinger uit München uitgereikt. Ook Martin Bormann wordt als drager van een zilveren insigne genoemd.
Bij de onderscheiding van de veteranen hoorde een door Adolf Hitler getekend diploma met de tekst: 
„Der Inhaber dieser Urkunde Parteigenosse … hat an dem Aufmarsch in Koburg am 14./15. Oktober 1922 teilgenommen. Ihm wurde anläßlich der Zehn-Jahres-Feier das Koburger Ehrenzeichen verliehen. München, im Oktober 1932“.

## Insigne

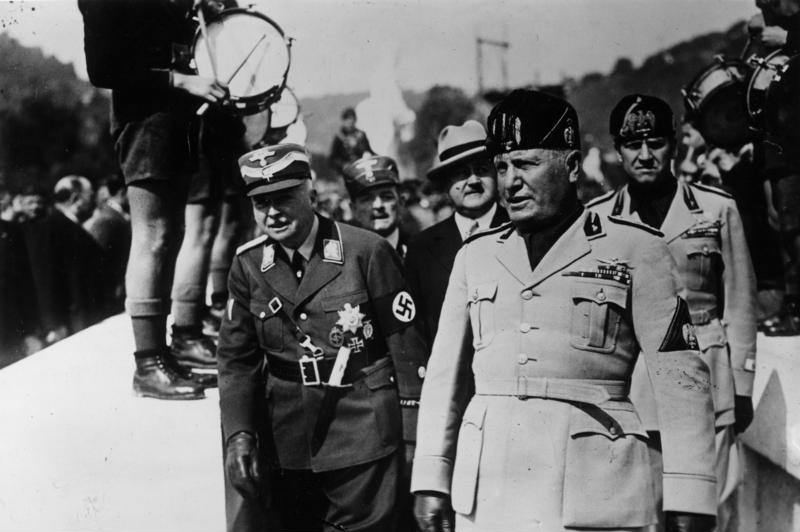
De Hertog van Saksen-Coburg met op de borst het Coburg-Insigne

De insignes zijn van gepatineerd brons of van zilver. Deze laatste onderscheidingen vallen op door het karmijnrood geëmailleerde hakenkruis. Op de ovale ring rond het ontblote zwaard staat " MIT ADOLF HITLER IN COBURG 1922 - 1932". De buitenrand is een smalle eikenkrans, gedekt door een afbeelding van de burcht van Coburg. Het hakenkruis staat voor de nazi-partij, het zwaard voor de SA. De onderscheiding is vrij zeldzaam en daarom ook kostbaar. Een goed exemplaar bracht in 2008 meer dan 3000 euro op.
Het door Louis Walter ontworpen, maar door Hitler zelf nog gewijzigde, Coburg-Insigne werd op de linkerborst vastgespeld. Er was geen lint en ook in een baton was niet voorzien. De fabrikant was de Fa. Deschler in München.

## Het insigne na de Tweede Wereldoorlog
Deze versierselen zijn van een hakenkruis voorzien. Dat betekent dat het verzamelen, tentoonstellen en verhandelen van deze onderscheidingen in Duitsland aan strenge wettelijke regels is onderworpen.
De vier geallieerden hebben na de bezetting van Duitsland het dragen van alle Duitse orden en onderscheidingen, dus ook die uit het Duitse Keizerrijk van vóór 1918, verboden. Dat verbod is in de DDR altijd van kracht gebleven.  Op 26 juli 1957 vaardigde de Bondsrepubliek Duitsland een wet uit waarin het dragen van onderscheidingen met daarop hakenkruizen of de runen van de SS werd verboden. Het dragen van dit insigne werd net als het dragen van de Orde van Verdienste van de Duitse Adelaar en het Ereteken voor de 9e november 1923, de zogenaamde "Blutorden", streng verboden. Ook het verzamelen, tentoonstellen en afbeelden van de onderscheiding werd aan strenge regels gebonden. Een aantal onderscheidingen werd ontdaan van de hakenkruizen en soms van hakenkruis en adelaar. In deze gedenazificeerde uitvoering mochten de onderscheidingen worden gedragen. Met dit insigne is dat niet het geval